# Lebedele sălbatice (film din 1977)
Lebedele sălbatice (世界名作童話 白鳥の王子 Sekai meisaku dōwa: Hakuchō no ōji?) este un film anime japonez din 1977, regizat de Yuji Endo și Nobutaka Nishizawa. A fost produs de compania Toei Dōga și inspirat din povestea „Cele șase lebede” a fraților Grimm, rescrisă ulterior de Hans Christian Andersen sub titlul „Lebedele sălbatice”. Acest film reprezintă primul episod al trilogiei Sekai meisaku dōwa, fiind urmat de Cele douăsprezece luni (1980) și Lacul lebedelor (1981).